# Périostite
 (octobre 2012).
Si vous disposez d'ouvrages ou d'articles de référence ou si vous connaissez des sites web de qualité traitant du thème abordé ici, merci de compléter l'article en donnant les références utiles à sa vérifiabilité et en les liant à la section « Notes et références ».
 Mise en garde médicale
 (juin 2023).
La mise en forme du texte ne suit pas les recommandations de Wikipédia : il faut le « wikifier ».
Les points d'amélioration suivants sont les cas les plus fréquents. Le détail des points à revoir est peut-être précisé sur la page de discussion.
- Les titres sont pré-formatés par le logiciel. Ils ne sont ni en capitales, ni en gras.
- Le texte ne doit pas être écrit en capitales (les noms de famille non plus), ni en gras, ni en italique, ni en « petit »…
- Le gras n'est utilisé que pour surligner le titre de l'article dans l'introduction, une seule fois.
- L'italique est rarement utilisé : mots en langue étrangère, titres d'œuvres, noms de bateaux, etc.
- Les citations ne sont pas en italique mais en corps de texte normal. Elles sont entourées par des guillemets français : « et ».
- Les listes à puces sont à éviter, des paragraphes rédigés étant largement préférés. Les tableaux sont à réserver à la présentation de données structurées (résultats, etc.).
- Les appels de note de bas de page (petits chiffres en exposant, introduits par l'outil «  Source ») sont à placer entre la fin de phrase et le point final[comme ça].
- Les liens internes (vers d'autres articles de Wikipédia) sont à choisir avec parcimonie. Créez des liens vers des articles approfondissant le sujet. Les termes génériques sans rapport avec le sujet sont à éviter, ainsi que les répétitions de liens vers un même terme.
- Les liens externes sont à placer uniquement dans une section « Liens externes », à la fin de l'article. Ces liens sont à choisir avec parcimonie suivant les règles définies. Si un lien sert de source à l'article, son insertion dans le texte est à faire par les notes de bas de page.
- La présentation des références doit suivre les conventions bibliographiques. Il est recommandé d'utiliser les modèles {{Ouvrage}}, {{Chapitre}}, {{Article}}, {{Lien web}} et/ou {{Bibliographie}}. Le mode d'édition visuel peut mettre en forme automatiquement les références.
- Insérer une infobox (cadre d'informations à droite) n'est pas obligatoire pour parachever la mise en page.

Pour une aide détaillée, merci de consulter Aide:Wikification.
Si vous pensez que ces points ont été résolus, vous pouvez retirer ce bandeau et améliorer la mise en forme d'un autre article.
La périostite est une inflammation à caractère dégénératif affectant le périoste. 
La survenue de cette pathologie provient directement d'une trop grande tension des insertions musculaires et aponévrotiques fixées au périoste. Elle peut aussi être la relation de cause à effet d'un grand nombre de chocs répétés, entre autres lors de la pratique de certains sports fractionnés, tels que l'athlétisme ou la danse classique par exemple.
La douleur ayant en général pour siège les faces internes tibiales et fémorales, la palpation révèle un ou plusieurs nodules, caractérisés par une douleur sourde et insistante. Très souvent, ces douleurs hyper-localisées apparaissent après l'effort, lors de la phase de repos.
Bien que soit conseillé l'arrêt de l'activité sportive et le port de béquilles dans le but de reformer le tissu osseux, il peut parfois être indispensable de pratiquer une opération chirurgicale de nettoyage osseux.
Plus rarement, la périostite peut se présenter dans le cadre d'affections systémiques tel que le syndrome de Pierre-Marie-Bamberger.

## Symptômes
La périostite est fréquente chez les sportifs et se manifeste le plus souvent par une douleur localisée, mais dont la zone de douleur se situe sur plusieurs centimètres.
La palpation est douloureuse. Le périoste est un tissu qui recouvre la surface de l’os, il est riche en nerfs et vaisseaux et se confond avec les insertions des muscles sur l’os. La périostite tibiale — de loin la plus fréquente — est, par exemple, ressentie comme une douleur ou brûlure au niveau du tibia ou de la face interne de la jambe, voire située à l'intérieur de l'os, lors d'activités physiques et le plus souvent chez les adeptes de la course à pied.

## Diagnostic
Le périoste est riche en vaisseaux sanguins qui pénètrent ensuite dans l'os. Sur cette membrane s'insèrent des muscles, des tendons et des ligaments par des points d'insertion et d'ancrages solides. Le périoste peut donc souffrir lorsque les muscles tractent ou tirent en permanence sur leurs insertions périostées. 
Le diagnostic de périostite repose sur l'examen clinique. Dans le cas d'une périostite tibiale, la douleur siège généralement sur le versant interne de la jambe, et n'apparaît qu'en course ou à la marche prolongée et jamais au repos.
La douleur peut devenir très invalidante. Dans la périostite la radiographie est normale. La seule utilité d'examens complémentaires est d'éliminer les autres causes possibles de douleurs et les pathologies graves comme le cancer des os par exemple. Parfois et dans les formes anciennes, la radiographie montre une petite densification devant la zone douloureuse.
Cette pathologie peut s'atténuer ou disparaitre en quelques mois, avec des phases aiguës et des moments de rémission, ou durer plusieurs années.

## Causes
L'étiologie de cette pathologie provient d'une traction excessive des muscles insérés sur la membrane inter-osseuse qui s'insère sur le périoste. Ce sont très majoritairement les muscles de la loge postérieure de jambe et en particulier le muscle tibial postérieur qui tracte le plus sur cette membrane. Cette inflammation semble secondaire à des phénomènes micro-traumatiques.
On distinguera les causes intrinsèques et extrinsèques :
- périostite des skieurs ou footballeurs par traumatismes directs des jambières ou de la partie antérieure de la chaussure de ski ;
- périostite d'origine micro-traumatiques par surmenage des muscles anti-valgus du pied (90 % des périostites, par un terrain inadapté à l'activité sportive (sol trop meuble : course sur sable, ou à l'inverse trop dur: bitume), chaussures inadaptées.

En effet, on constate par un examen podologique sur podoscope que la grande majorité des sportifs présentant ces symptômes présentent un pied valgus ou pied plat valgus.
Or le muscle anti-valgus par excellence du pied est le muscle Tibial postérieur, dont l'insertion proximale se situe sur la face postérieure de jambe et sur la membrane inter-osseuse.
La périostite induite par un régime paléolithique précédemment rapportée était un poisson d'avril du 1er avril 2016 fait par le site Radiopaedia.org .
Il ne faut jamais négliger une périostite car sa complication directe est la fracture de fatigue.

## Traitement
Il est indispensable de prendre du repos et de consulter (médecin du sport, rhumatologue) avant de se remettre à l'effort physique soutenu. La glace, appliquée sur la région endolorie, 2 fois par jour peut être temporairement efficace contre la douleur pendant 10/15 minutes. On peut  associer un anti-inflammatoire non stéroïdien sur l'avis d'un médecin ou d'un pharmacien.
Changement de chaussure si nécessaire : une paire de chaussures de sport ne doit jamais durer plus d'un an ou 1 000 km pour les coureurs[réf. nécessaire].
Fabrication d'une paire de semelles orthopédiques correctrices (très efficace quand les semelles sont faites par un bon podologue)[réf. nécessaire].
Le médecin, ou le kinésithérapeute/physiothérapeute peuvent faire pratiquer des exercices, aidés de traitements (anti-inflammatoires) ou calmants pour aider la personne à mieux récupérer. La consultation est alors de mise.
La rééducation d'une périostite tibiale peut consister en des étirements progressifs du jambier postérieur en diminuant les contraintes.
Sur un échantillon de 35 hommes souffrant de périostite tibiale, le temps moyen de guérison est de 58 jours, quel que soit le traitement (ou l'absence de traitement) entrepris.